# DWT (jednotka)

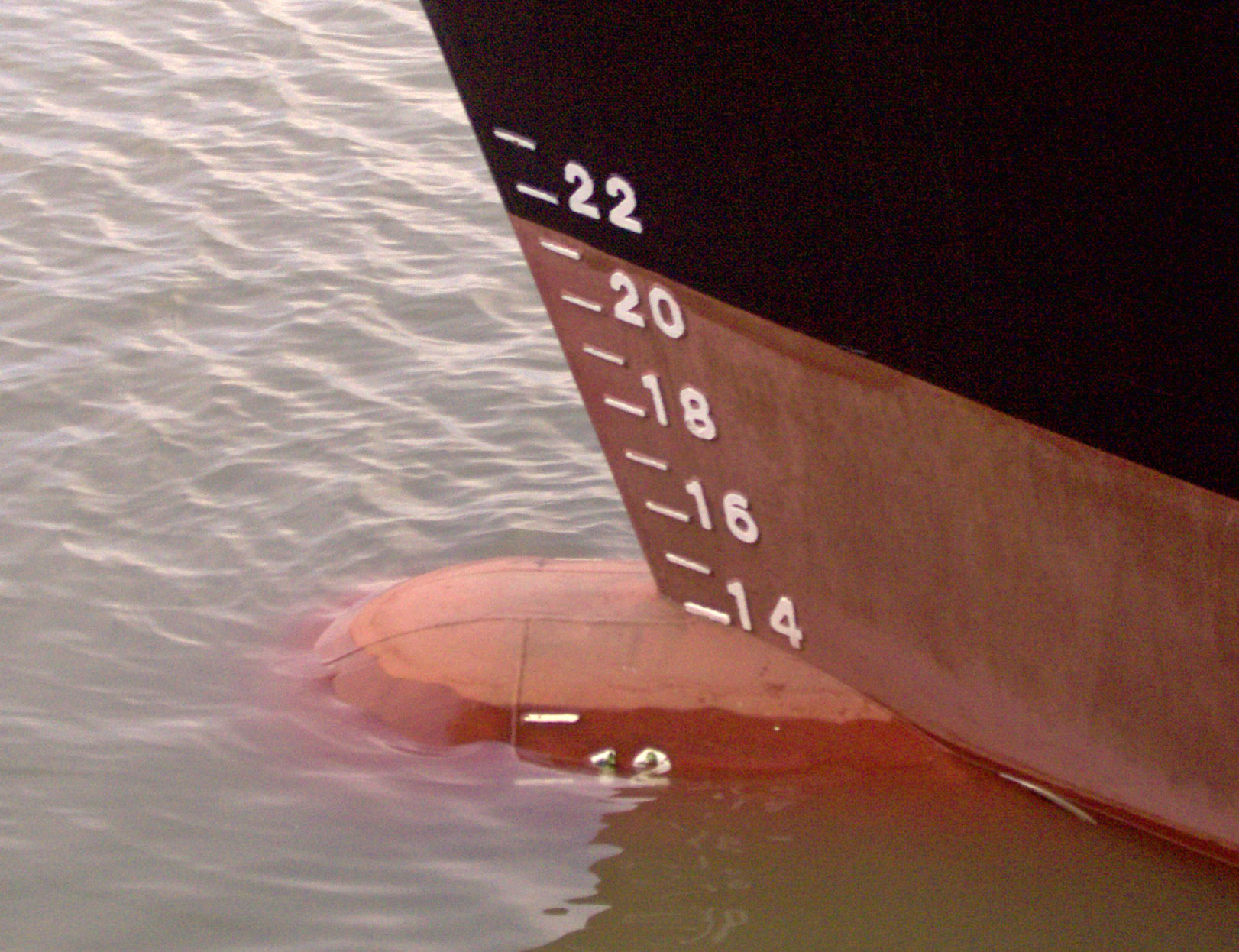
Se vzrůstajícím naložením lodi se zvyšuje ponor.

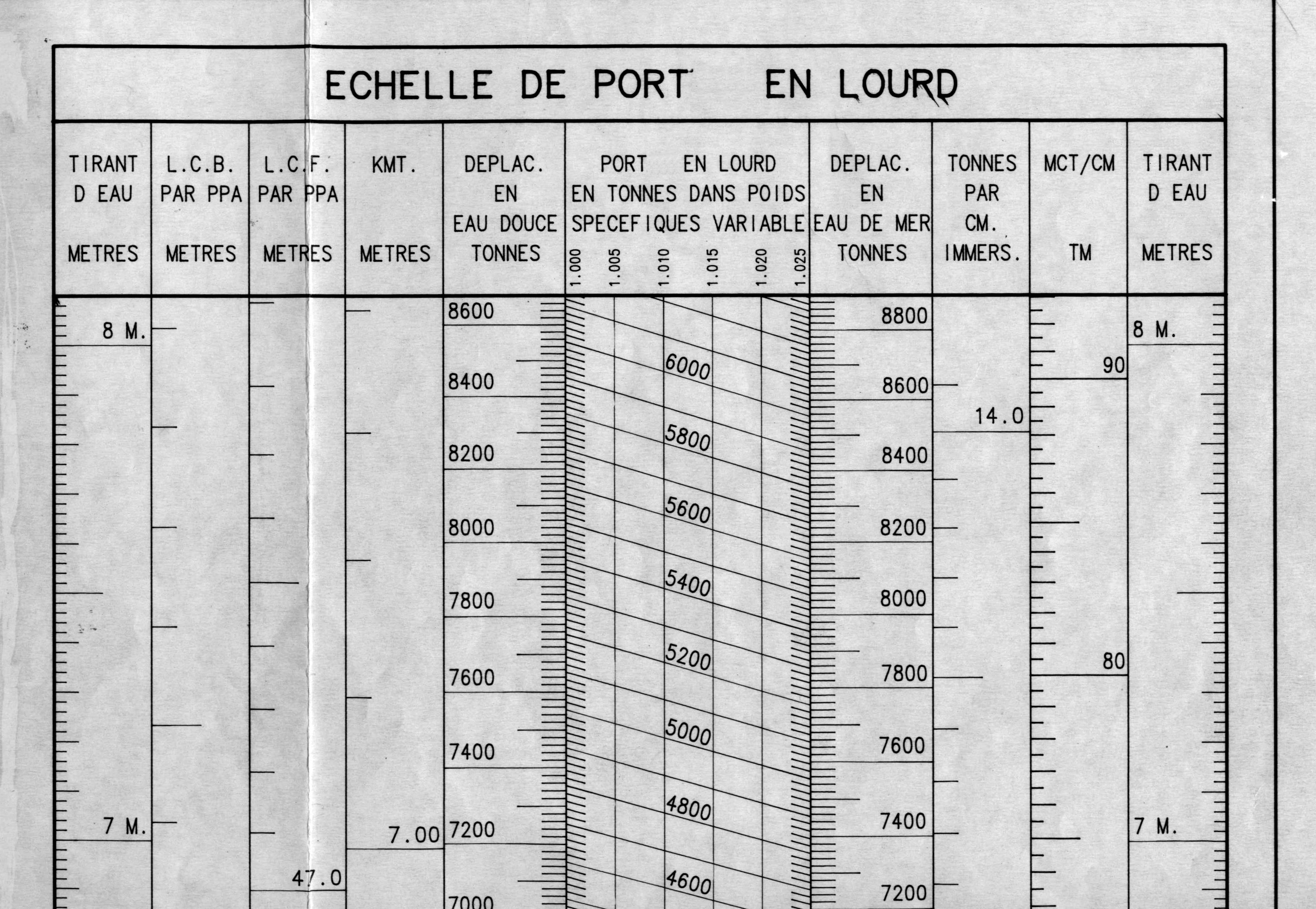
Tabulka hodnot DWT pro loď o nosnosti 6 000 tun

DWT, D.W.T., d.w.t. nebo dwt je zkratka veličiny (z anglického deadweight tonnage resp. deadweight), která vyjadřuje celkovou nosnost lodi v tunách. Celková nosnost lodi je taková nosnost, kterou je možné dosáhnout nákladem při ještě bezpečné plavbě. Hodnota DWT je stanovena součtem váhy nákladu, paliva, pitné vody, balastu, zásob, cestujících a posádky. Často se termín používá pro určení maximálně dovolené celkové nosnosti lodi, která je definována jako naložení lodě v okamžiku, kdy je čára ponoru právě dosažena. To ale nemusí znamenat že je dosažena i celková kapacita lodi.
DWT se historicky uváděla v imperiálních tunách, ale nyní je obyčejně udávána v metrických tunách. DWT je funkcí lodního výtlaku (DTW = plný výtlak - lehký výtlak) a neměla by být zaměňována s tonáží nebo s historickou brutto registrovanou tunou.